# Labrossyta castellana
Labrossyta castellana là một loài tò vò trong họ Ichneumonidae.